# Frederikke Louise Holstein
Frederikke Louise von Holstein, gift von Brockdorff (20. januar 1703 – 1763) var en dansk adelsdame. Hun var datter af storkansleren Ulrik Adolf Holstein og blev i 1721 gift med Joachim von Brockdorff. Hun fik ordenen l'union parfaite i 1751.